# Región Norte de Brasil
La Región Norte es una de las cinco regiones geográficas brasileñas. Está formada por siete estados: Acre, Amapá, Amazonas, Pará, Rondônia, Roraima y Tocantins. Posee una superficie total de 3.869.367,9 km² y tenía 15.865.678 habitantes según el censo de población de 2010. La Región Norte está localizada entre el Guayana (al norte), la Meseta brasileña (al sur), la Cordillera de los Andes (al oeste) y el Océano Atlántico (al noreste).
Las principales ciudades de la región son: Manaus, Belém, Porto Velho, Macapá, Rio Branco, Santarém, Ananindeua, Boa Vista, Palmas, Araguaína, Gurupi, Microrregión de Porto Nacional, Paraíso do Tocantins, Marabá, Parintins, Tabatinga, Vilhena, Altamira, Coari, Santana y Cruzeiro do Sul.
La subdivisión de Brasil en regiones no es política o administrativa, pero es hecha solo para fines de estudios geográficos, económicos y estadísticos. Así cuando nos referimos la "Región Norte" estamos refiriéndonos a estados localizados en la porción norte del país, y que tienen como característica común el predominio del clima ecuatorial y que significativa parte de su vegetación es formada por la selva amazónica.

## Historia

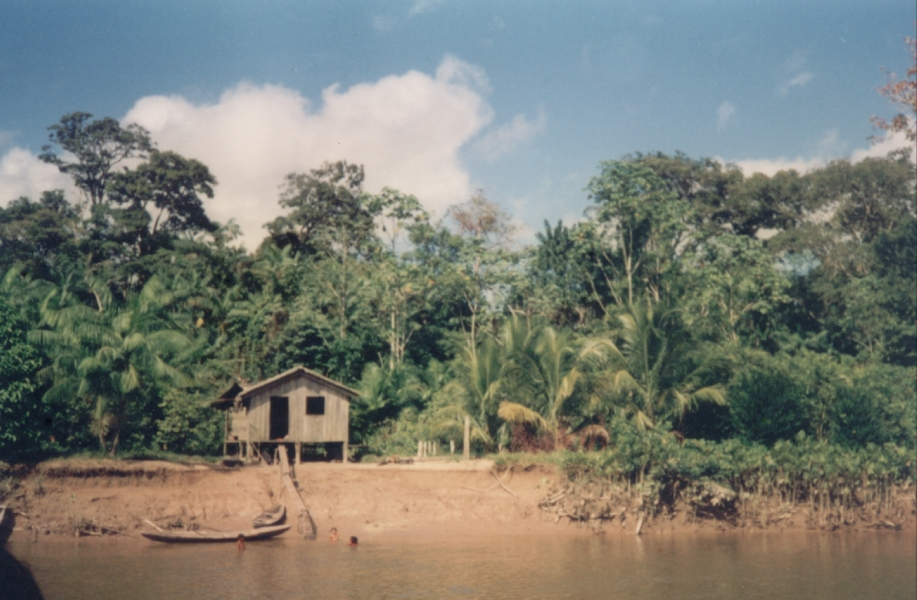
Casa de caboclo (mestizo de indios y blancos) en la margen de un río amazónico.

Los primeros habitantes de la Región Norte, como en el resto del Brasil, fueron los indígenas, de diversas tribus que vivían en numerosas aldeas desde el litoral hasta el interior, desde el periodo precolombino hasta la llegada de los europeos.
Los españoles, entre ellos Francisco de Orellana, organizaron expediciones de exploración por el río Amazonas para conocer la región. Después de viajar al lado de Francisco de Orellana, Gonzalo Hernández de Oviedo y Valdés escribió en Venecia una carta al cardenal Pedro Bembo, exaltando la fauna y la flora existentes en la región hasta cierta época.
En 1616 llegaron los portugueses. Ellos construyeron fuertes militares para defender la región contra la invasión de otros pueblos. Los portugueses se interesaron por las riquezas de la Selva Amazónica. La región también fue parte de caminos de los Bandeirantes, hombres que penetraban en los interiores del territorio brasileño en búsqueda de riquezas y de indios para hacerlos esclavos. Los misioneros vinieron para la región a la busca de indios para catequizar y reunían los indios en aldeas llamadas misiones, las cuales dieron origen a varias ciudades.
Durante el siglo XIX los brasileños de otras regiones, principalmente de la Región Nordeste, vinieron para la Región Norte a fin de trabajar en la extracción del caucho. Durante el comienzo del siglo XIX muchas familias japonesas vinieron a trabajar en colonias agrícolas. Los japoneses iniciaron la plantación de la pimienta negra y del yute.
Durante las décadas de 1960, 1970 y 1980, los gobiernos militares implantaron un gran plan de integración de esa región con las demás regiones del Brasil, incluyendo la construcción de varias carreteras, como la carretera Transamazónica, instalación de industrias y la creación de la Zona Franca de Manaus.

## Demografía
La población del norte está compuesta principalmente por mestizos, descendientes de pueblos indígenas, europeos y negros. En Manaos, la ciudad más grande de la región, hay una gran cantidad de descendientes de ingleses, franceses y judíos, lo que eleva el porcentaje de blancos en la ciudad, que llega a casi el 40% de la población. Lo que convierte a Manaos en la segunda capital con mayor porcentaje de blancos en la Región Norte es solo superada por Porto Velho. La población negra en la Región Norte, en cambio, está más concentrada en los Estados de Pará y Tocantins, Belém y Palmas son las capitales con mayor porcentaje de negros en la Región Norte. En el siglo XX, el Norte también recibió una gran migración del Nordeste, que se fue a trabajar a las plantaciones de caucho de Amazonas y Acre. También hay un alto número de migrantes, provenientes del sur y sureste de Brasil en la Región Norte, migrantes del sur y también del sureste (de São Paulo), que se concentran básicamente en los estados de Amazonas, Rondônia y Acre.

### Raza
| Color de piel humana/Raza (2010) | Color de piel humana/Raza (2010) |
| -------------------------------- | -------------------------------- |
| Multiracial                      | 67.2%                            |
| Blanco                           | 23.2%                            |
| Negros                           | 6.5%                             |
| Nativos                          | 1.9%                             |
| Asiáticos                        | 1.1%                             |

## Geografía

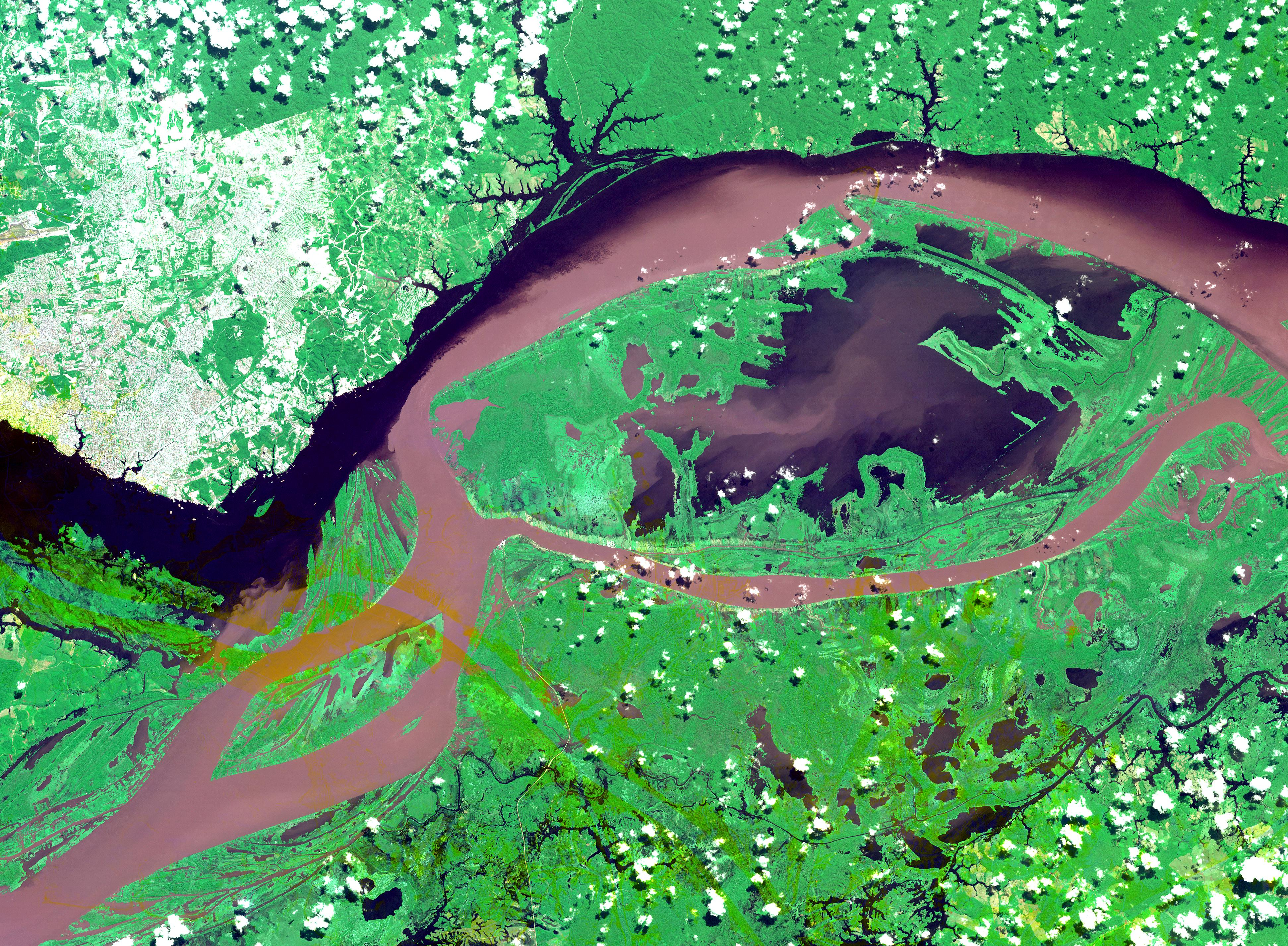
Imagen satelital de una parte de la Llanura Amazónica.

Posee un área de 3.869.367,9 km², que corresponde a 42,27 % del territorio brasileño, siendo la mayor región brasileña en superficie. En esta región están localizados los dos más grandes estados de Brasil en superficie, respectivamente Amazonas y Pará, y también los tres mayores municipios del Brasil en área territorial, Altamira, Barcelos y São Gabriel da Cachoeira. Cada uno de estos tres posee más de 100.000 km² de superficie, una extensión superior a aproximadamente 105 países del mundo.
La región se limita al sur con los estados de Mato Grosso y Goiás, además de Bolivia a este, Maranhão, Piauí y a Bahía a oeste, y con Perú, Colombia, Venezuela, Suriname, Guyana y Guyana Francesa al norte.
La región norte es la más extensa del estado, así como la región menos poblada y con menos habitantes por kilómetro cuadrado.
El relieve de la Región Norte es constituido por tres grandes unidades:
- Llanuras y Tierras Bajas Amazónicas;
- Altiplano de las Guyanas;
- Altiplano Central.

Predominan la selva densa y heterogénea, el clima cálido y húmedo y los ríos extensos y caudalosos drenando tierras de altitud generalmente poco elevada.

### Altiplano de las Guyanas
El Altiplano de las Guyanas se localiza al norte de la Llanura Amazónica, siendo constituido por terrenos cristalinos. Se prolonga hacia Venezuela y las Guyanas. En el área de frontera entre esos países y Brasil aparece la región de sierras, constituida — de oeste hacia este — por las sierras del Imeri o Tapirapecó, Sierra Parima, Sierra de Pacaraima, Sierra Acaraí y Sierra Tumucumaque. Es en la región de sierras que se encuentran los puntos más altos del país: el pico da Neblina, con 2.993 m y lo pico 31 de Marzo, en la sierra del Imeri, estado del Amazonas, con 2.972 m.

### Estados, capitales y municipios
| Estado    | Capital             | Municipios                                       |
| --------- | ------------------- | ------------------------------------------------ |
| Acre      | Rio Branco          | Municipios del Estado de Acre                    |
| -         | -                   | Municipios del Estado de Acre por población      |
| Amapá     | Macapá              | Municipios del Estado de Amapá                   |
| -         | -                   | Municipios del Estado de Amapá por población     |
| Amazonas  | Manaus              | Municipios del Estado de Amazonas                |
| -         | -                   | Municipios del Estado de Amazonas por población  |
| Pará      | Belém               | Municipios del Estado de Pará por población      |
| Rondonia  | Porto Velho         | Municipios del Estado de Rondônia por población  |
| Roraima   | Boa Vista           | Municipios del Estado de Roraima por población   |
| Tocantins | Palmas do Tocantins | Municipios del Estado de Tocantins por población |

## Economía
La economía de la región se basa en las actividades industriales, de extracción vegetal y minería, incluso de petróleo y gas natural, en la agricultura y la ganadería, además de las actividades turísticas.
En 2007, el Producto interno bruto (PIB) de la Región Norte representaba 5,05 % del nacional. La participación porcentual de cada estado en el PIB nacional está presentada en la tabla a continuación:
| Estados   | PIB (em R$ 1 000) | % del PIB nacional |
| --------- | ----------------- | ------------------ |
| Pará      | 49.507.000        | 1,86               |
| Amazonas  | 42.023.000        | 1,60               |
| Rondônia  | 15.003.000        | 0,56               |
| Tocantins | 11.094.000        | 0,42               |
| Amapá     | 6.022.000         | 0,23               |
| Acre      | 5.761.000         | 0,22               |
| Roraima   | 4.169.000         | 0,16               |

### Actividades de extracción
Extracción vegetal

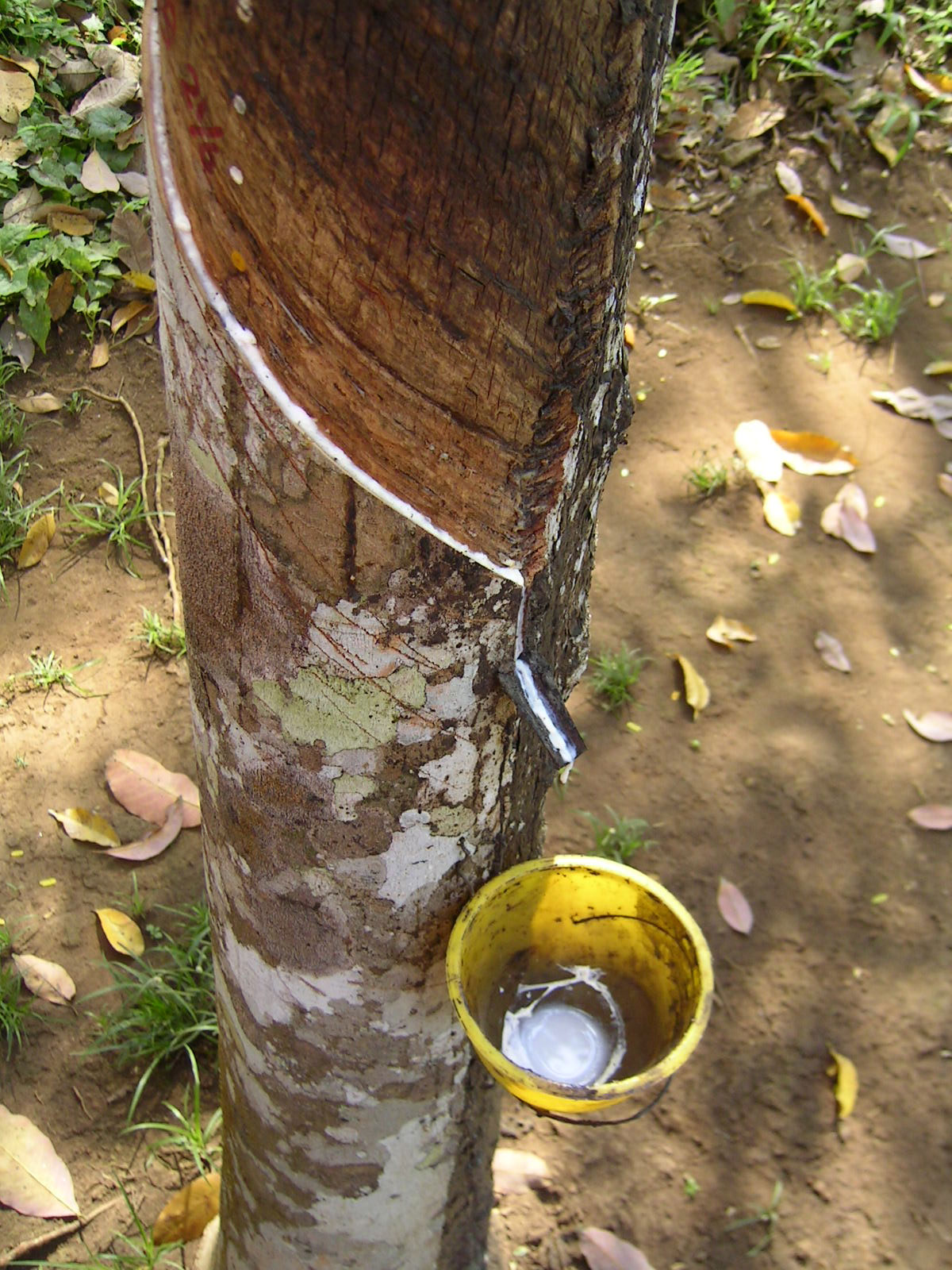
Extracción de látex de un árbol del caucho o seringueira (en portugués).

Esa actividad, que ya fue la principal de la Región Norte, perdió importancia económica en los últimos años. Actualmente la madera es el principal producto extraído de la región, la producción se concentra en los estados de Pará, Amazonas y Rondônia. El caucho ya no representa la base económica de la región, como fue en el siglo XX, a pesar de aún estar siendo producido en los estados de Amazonas, Acre y Rondônia. Como consecuencia del avance de las áreas destinadas a agropecuaria, ha ocurrido una gran reducción de las áreas cubiertas por gomeras.
Extracción animal
La extracción animal, representada por la caza y pesca, también es practicada en la región. Poseyendo una fauna extremadamente rica, la región ofrece grande variedad de peces — destacándose el cichla, el tambaquí y el pirarucú —, así como quelonios y una variedad de otras especies. El producto de esa actividad, generalmente, viene a completar la alimentación del habitante del Norte, juntándose en su mesa arroz, calabaza, poroto, maíz, banano, etc.
Extracción mineral
La extracción mineral se basa en la pesquisa y extracción de minerales metálicos, como oro en Serra Pelada, diamante, aluminio, estaño, hierro en larga escala en la Serra dos Carajás. Manganeso y níquel son encontrados en el oeste de Pará, mientras bauxita y manganeso se extraen en la Sierra del Navío, estado de Amapá. Se extrae petróleo y gas natural del campo de Urucum, en el estado de Amazonas, que es el tercero más grande productor de petróleo de Brasil. En el distrito de Bom Futuro, en Ariquemes - Rondônia (RO) se encuentra la más grande mina de casiterita a cielo abierto del mundo. En Espigão d'Oeste - RO se encuentra una mina de diamantes propiedad de los indios de etnia Cinta Larga.

### Crianza de animales
El paisaje predominante en la región Norte - la grande Selva Amazónica - no es propicia a la ganadería. A pesar de eso, la implantación de proyectos agropecuarios viene estimulando esa actividad a lo largo de las carreteras Belém-Brasilia y Brasilia-Acre, principalmente debido a la facilidad de contacto con los mercados del Sudeste y Centro-Oeste. La creación animal practicada es del tipo extensivo y vuelta casi que exclusivamente para la creación de vacunos. Grandes transnacionales aplican importantes capitales en inmensas propiedades ocupadas por esa actividad.
Hay un dato negativo, sin embargo, pues, de todas las actividades económicas, de más perjudicial a la selva es la creación animal, porque requiere la devastación de grandes tramos de la mata. La sustitución de la floresta por pastos aumenta la temperatura local y disminuye la pluviosidad, llevando, en última instancia, a la desertización de las áreas de creación. Además de eso, el ganado introducido - de la raza nelore - presenta baja producción de carne, factor que hace una creación onerosa.
Así, la creación animal es desarrollada con éxito solo en los campos naturales de la región, principalmente en Roraima y en la isla de Marajó, donde se encuentra el mayor rebaño de búfalos del país.
Actualmente, la Región Norte posee un rebaño vacuno de aproximadamente 38 millones de cabezas de ganado, siendo que 89 % de ese total se encuentra en solo tres estados, Pará (15 millones de cabezas), Rondônia (11 millones de cabezas) y Tocantins (7 millones de cabezas).

### Industria

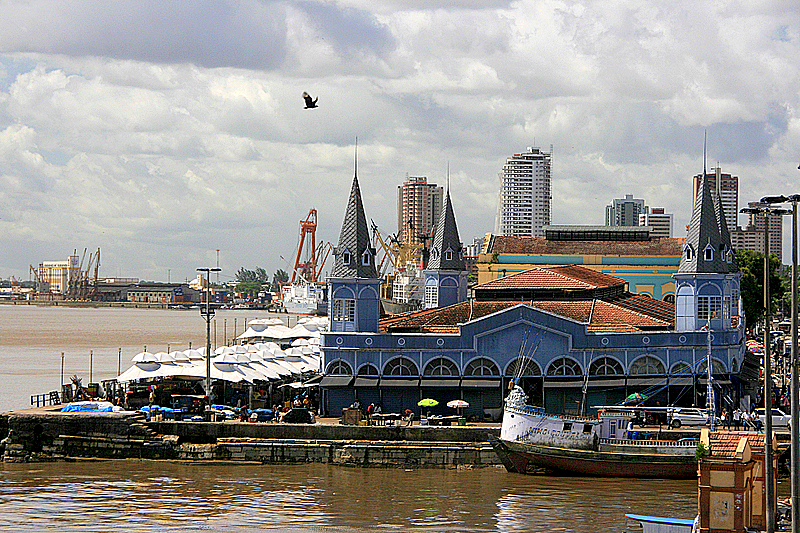
El puerto de la ciudad de Belém do Pará.

No hay una verdadera economía industrial en la región amazónica. Existen algunas industrias aisladas, generalmente de transformación de productos agrícolas o extraídos de la floresta. Las únicas excepciones a ese cuadro ocurren en Manaus, donde la exención de impuestos, administrada pela Suframa (Superintendencia de la Zona Franca de Manaus), mantiene cerca de 500 industrias. Sin embargo, a pesar de grande parte de la mano de obra local trabajar en ella, solamente ahora fue implantado el polo de Biotecnología, a través del cual será posible explorar las materias-primas regionales. En su mayoría son filiales de grandes industrias electrónicas, casi siempre de capitales multinacionales, que producen aparatos electrónicos, motocicletas, relojes, aparatos de aire acondicionado, CD y DVD, suministros de informática y otros, con componentes traídos de fuera de la región. Hay también polos Industriales en la región Metropolitana de Belém (Brasil), en Marabá y Barcarena (polos metal-mecánicos) en Porto Velho y en Santana.

### Zona Franca de Manaus

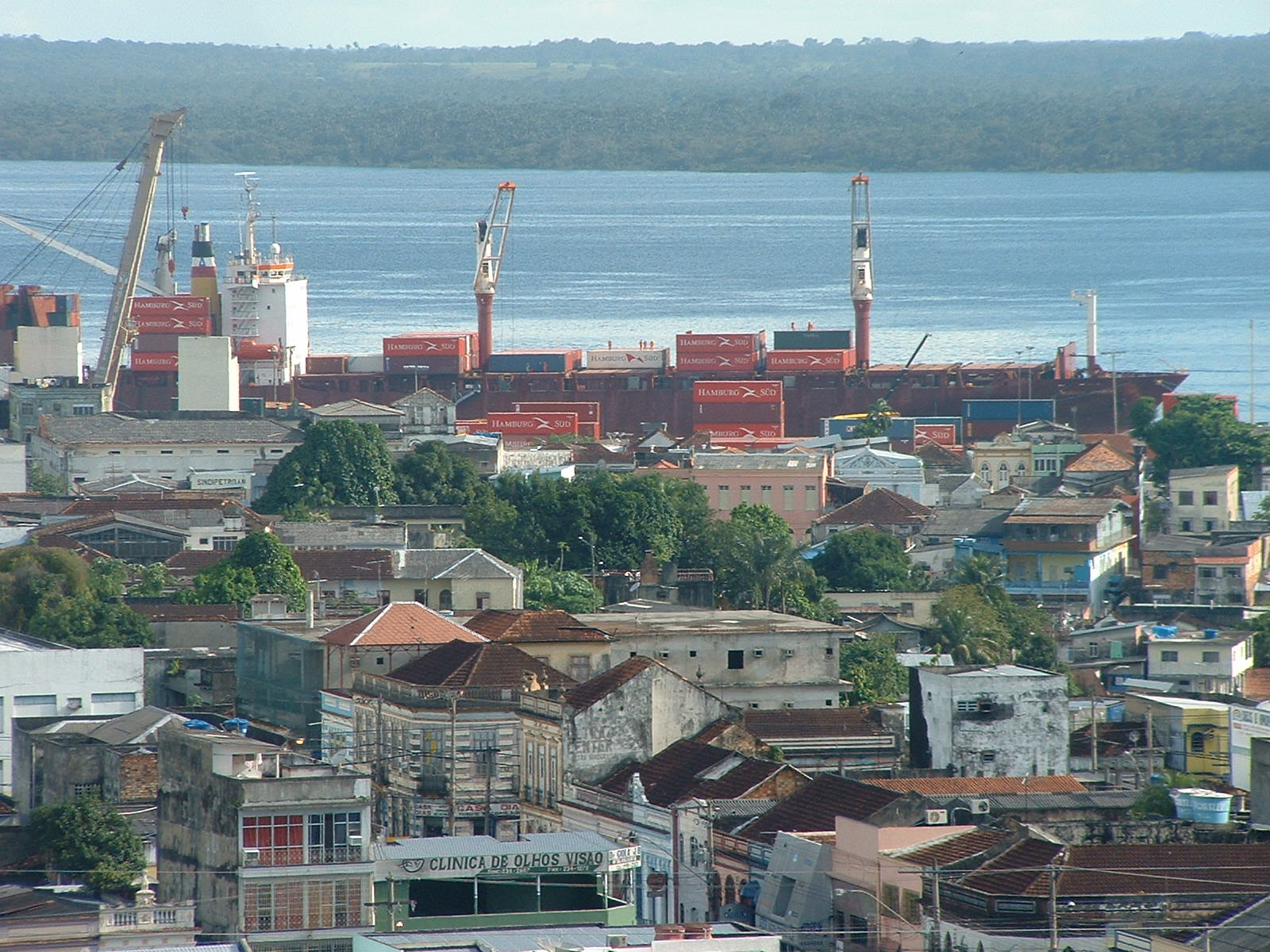
El puerto de Manaus.

Cuando la Zona Franca fue ampliada el 1967 por un decreto del entonces presidente Castelo Branco, el objetivo era atraer para la región amazónica industrias que bajasen el costo de vida y trajeran el progreso para la región. Se pensaba en implantar una especie de "puerto libre", en que las importaciones fueran permitidas. En las lojas de la Zona Franca de Manaus, los numerosos turistas del Sur del país encontraban lo que había de más moderno en las naciones industrializadas en cuestión de televisores, aparatos de sonido, gafas, calculadoras, cámaras de video, es decir todos los objetos de consumo deseados por la clase media. Manaus parecía haber encontrado un sustituto para el caucho que, en el siglo XIX, la hizo una de las cinco ciudades más ricas del mundo. Sin embargo, durante los años 1980, la libre importación fue restringida pelo gobierno, más interesado en proteger a industria nacional. Así, gran parte de los atractivos de la Zona Franca desaparecieron, hecho que se sumaba a la gran distancia de Manaus de los grandes centros consumidores del centro-sur del país.
Sin embargo el resultado fue positivo. Si, por un lado, hubo un decrecimiento en la actividad comercial y la infraestructura turística montada en la época áurea (hoteles y transportes) tuvo que buscar alternativas de utilización, por otro, la Zona Franca cumplió su papel — hoy existe el Polo Industrial de Manaus (PIM), el Polo Agropecuario y el Polo de Biotecnología, que se revelan prometedores para la economía local.